# 그라치아 델레다
그라치아 델레다(Grazia Deledda, 1871년 9월 27일 ~ 1936년 8월 15일)는 근대 이탈리아의 소설가이다. 사르데냐 섬의 누오로에서 태어났다. 이탈리아의 서쪽 지중해에 위치한 섬으로 한적하고 조용한 도시에서의 소박하고 정직한 삶의 모습은 그라치아의 대부분의 작품에 모태가 되었다. 처녀작은 〈동방의 별〉(1890)이다.

## 생애
비교적 유복한 집안에서 태어났지만, 당시로서는 남자들도 정규 교육을 받기 힘든 여건이었기 때문에 여성인 작가는 중등교육도 제대로 받지 못했지만, 어렸을 때부터 남다르게 책 읽기를 좋아했다고 한다. 소녀 시절부터 소설을 쓰기 시작하여 결혼 후에도 가사를 돌보는 틈틈이 계속 창작하여 생전에 50여 권을 저작하였다. 1926년 노벨상을 받았다. 꿈많던 유년·소녀시절의 누오로에서의 생활은 그의 회고록 〈코지마〉에 수록되어 있다. 누오로는 사르데냐 섬 가운데서도 가장 깊은 산속의 소읍으로 자연의 풍치가 아름다우며 오늘날에도 거칠고 소박한 사람들이 살고 있다. 델레다는 그들의 원시적 사랑, 충동적인 정열, 또 이러한 것들이 사회에 있어서 받는 절망적 고통을 리얼리즘 작풍으로 묘사하였다. 대표작에는 〈엘리아스 포르톨루〉가 있다. 수법상으로는 뒤마의 낭만주의에서 출발하여 진실주의(Verism)에 이르러 결정적 영향을 받고 후기에는 러시아 자연주의로 기울어졌다.
1899년 칼리아리로 이주하였다가 이어 로마로 옮겨가 그곳에서 세상을 떠났다. 유골은 1959년 누오로로 옮겨졌다.

## 참고
1. ↑  그라치아 델레다 - 네이버 캐스트

## 같이 보기
- 여자 노벨상 수상자 목록